# Pontos extremos da Sérvia
Esta é a lista dos Pontos extremos da Sérvia, onde estão as localidades mais ao norte, sul, leste e oeste.

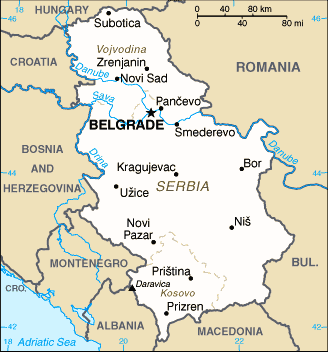
Mapa da Sérvia

## Latitude e longitude
- Ponto mais setentrional: Hajdukovo (46° 11′ 00″ N, 19° 40′ 00″ L)
- Ponto mais meridional (considerando-se o Kosovo): Dragaš ( Coordenadas : formato inválido)
- Ponto mais meridional (desconsiderando-se o Kosovo): Miratovac (42° 13′ 00″ N, 21° 41′ 00″ L)
- Ponto mais ocidental: Bezdan (45° 51′ 00″ N, 18° 56′ 00″ L)
- Ponto mais oriental: Senokos (23°01'E)

## Altitude
- Ponto mais alto
  - Considerando-se o Kosovo: Đeravica 2.656 m
  - Desconsiderando-se o Kosovo: Midzhur: 2.169 m
- Ponto mais baixo: Rio Danúbio (35 m acima do nível do mar)